# Kościół św. Marcina w Lelowie
Kościół świętego Marcina – rzymskokatolicki kościół parafialny w Lelowie należący do dekanatu lelowskiego diecezji kieleckiej. Kościół stanowi Sanktuarium Matki Bożej Pocieszycielki Lelowskiej.

## Historia
Świątynia została wzniesiona w XIV wieku przez Kazimierza Wielkiego. Po trzech wiekach kościół został spalony - w 1638 roku. Została w tym czasie odbudowana i gruntownie przebudowana. Około 1831 roku ołtarz z cudownym obrazem Matki Bożej Pocieszenia został przeniesiony do kościoła parafialnego z kościoła pofranciszkańskiego rozebranego przez władze carskie. Pod wieczór w dniu 4 września 1939 roku niemieccy okupanci postanowili spalić zabytkową świątynię, tak, aby zostało zniszczone w niej wszystko, czego nie zdołano wywieźć, a więc również obraz Matki Bożej. Świątynia została spalona, jak również demonstracyjnie został podpalony krucyfiks z XVIII wieku. Czterech mieszkańców, którzy odmówili podpalenia krucyfiksu, zostało zamordowanych. Byli to Ignacy Trenda (dziś będący Sługą Bożym), Jan Ilczuk, Władysław Filewski i Stanisław Brodziński. Pomimo podpalenia przez niemieckiego okupanta, rzeźba Ukrzyżowanego w cudowny sposób ocalała. Obecnie jest umieszczona w prezbiterium świątyni. Kościół został odbudowany po II wojnie światowej. Namalowany nowy obraz Matki Bożej Pocieszenia poświęcony został w 1948 roku w kościele franciszkanów w Krakowie przez biskupa pomocniczego łucko-żytomierskiego Michała Godlewskiego i przeniesiony w uroczystej procesji do Lelowa. W 1949 r. pątnicy z Krakowa ofiarowali pozłacane korony, które poświęcił kardynał Adam Sapieha i biskup kielecki Czesław Kaczmarek. Biskup Kaczmarek w dniu 24 czerwca 1949 roku ukoronował nimi obraz, a 16 czerwca 1960 roku nadał kościołowi godność sanktuarium. 